# Pécsi Ármin
Pécsi Ármin, (Hainburg an der Donau, 2005. február 24. –) korosztályos magyar válogatott labdarúgó, az Premier League-ben szereplő Liverpool kapusa.

## Pályafutása

### Klubcsapatokban

#### Puskás Akadémia
Első NB I-es mérkőzését 2024. február 4-én, a Paks csapata ellen játszotta. Február 28-án meghosszabbította 2025 júniusában lejáró szerződését, 2028-ig. A 2023–24-es szezon végén bronzérmet ünnepelhetett a Puskás Akadémiával.

#### Liverpool
2025. június 7-én az angol Liverpool bejelentette leszerződtetését. A Puskás Akadémia történetének legdrágábban eladott játékosa lett. 1,5 millió fontot fizettek érte.

### A válogatottban
Az U17-es válogatottban  2021. augusztus 17-én mutatkozott be, Montenegró ellen, felkészülési mérkőzésen.
Az U19-es válogatottban 2022. augusztus 25-én mutatkozott be Szlovákia ellen, szintén barátságos mérkőzésen. Összesen 15 alkalommal védett az U19-es korosztályos válogatottban.
Az U21-es válogatottban 2024. március 21-én Moldova ellen játszott először, felkészülési meccsen.

## Statisztika

### Klubcsapatokban
2025. május 24-i állapot szerint.
| Klub                         | Szezon         | Bajnokság      | Bajnokság | Bajnokság | Kupa  | Kupa  | Nemzetközi | Nemzetközi | Egyéb | Egyéb | Összesen | Összesen |
| Klub                         | Szezon         | Liga           | Mérk.     | Gólok     | Mérk. | Gólok | Mérk.      | Gólok      | Mérk. | Gólok | Mérk.    | Gólok    |
| ---------------------------- | -------------- | -------------- | --------- | --------- | ----- | ----- | ---------- | ---------- | ----- | ----- | -------- | -------- |
| Puskás Akadémia II           | 2020–21        | NB III         | 1         | 0         | —     | —     | —          | —          | —     | —     | 1        | 0        |
| Puskás Akadémia II           | 2021–22        | NB III         | 15        | 0         | —     | —     | —          | —          | —     | —     | 15       | 0        |
| Puskás Akadémia II           | 2022–23        | NB III         | 27        | 0         | —     | —     | —          | —          | —     | —     | 27       | 0        |
| Puskás Akadémia II           | Összesen       | Összesen       | 43        | 0         | —     | —     | —          | —          | —     | —     | 43       | 0        |
| Puskás Akadémia              | 2021–22        | NB I           | 0         | 0         | —     | —     | —          | —          | —     | —     | 0        | 0        |
| Puskás Akadémia              | 2022–23        | NB I           | 0         | 0         | —     | —     | 0          | 0          | —     | —     | 0        | 0        |
| Puskás Akadémia              | 2023–24        | NB I           | 16        | 0         | —     | —     | —          | —          | —     | —     | 16       | 0        |
| Puskás Akadémia              | 2024–25        | NB I           | 30        | 0         | 2     | 0     | 4          | 0          | —     | —     | 36       | 0        |
| Puskás Akadémia              | Összesen       | Összesen       | 46        | 0         | 2     | 0     | 4          | 0          | —     | —     | 52       | 0        |
| Aqvital Csákvár (kölcsönben) | 2023–24        | NB II          | 18        | 0         | —     | —     | —          | —          | —     | —     | 18       | 0        |
| Liverpool                    | 2025–26        | Premier League | —         | —         | —     | —     | —          | —          | —     | —     | —        | —        |
| Teljes karrier               | Teljes karrier | Teljes karrier | 107       | 0         | 2     | 0     | 4          | 0          | —     | —     | 113      | 0        |

1. 1 2  Mérkőzései az UEFA Konferencia Liga selejtezőjében.

## Sikerei, díjai

### Klubcsapatokban
Puskás Akadémia U17
- Puskás–Suzuki-kupa győztes (1): 2021[9]

 Puskás Akadémia
- NB I ezüstérmes (1): 2024–25
- NB I bronzérmes (1): 2023–24

### Egyéni
- Grosics-díj: 2024[10]